# المحرقة (حبيش)

تعديل مصدري - تعديل

المحرقة محلة تابعة لقرية زاجر، التابعة لعزلة بني شبيب بمديرية حبيش إحدى مديريات محافظة إب في الجمهورية اليمنية، بلغ تعداد سكانها 64 حسب تعداد اليمن لعام 2004.